# Jankovics Róbert
Jankovics Róbert (Eszék, 1975. augusztus 15.) horvátországi magyar politikus, a Horvátországi Magyarok Demokratikus Közössége elnöke. 2016-tól a Szábor magyar nemzetiséget képviselő tagja.

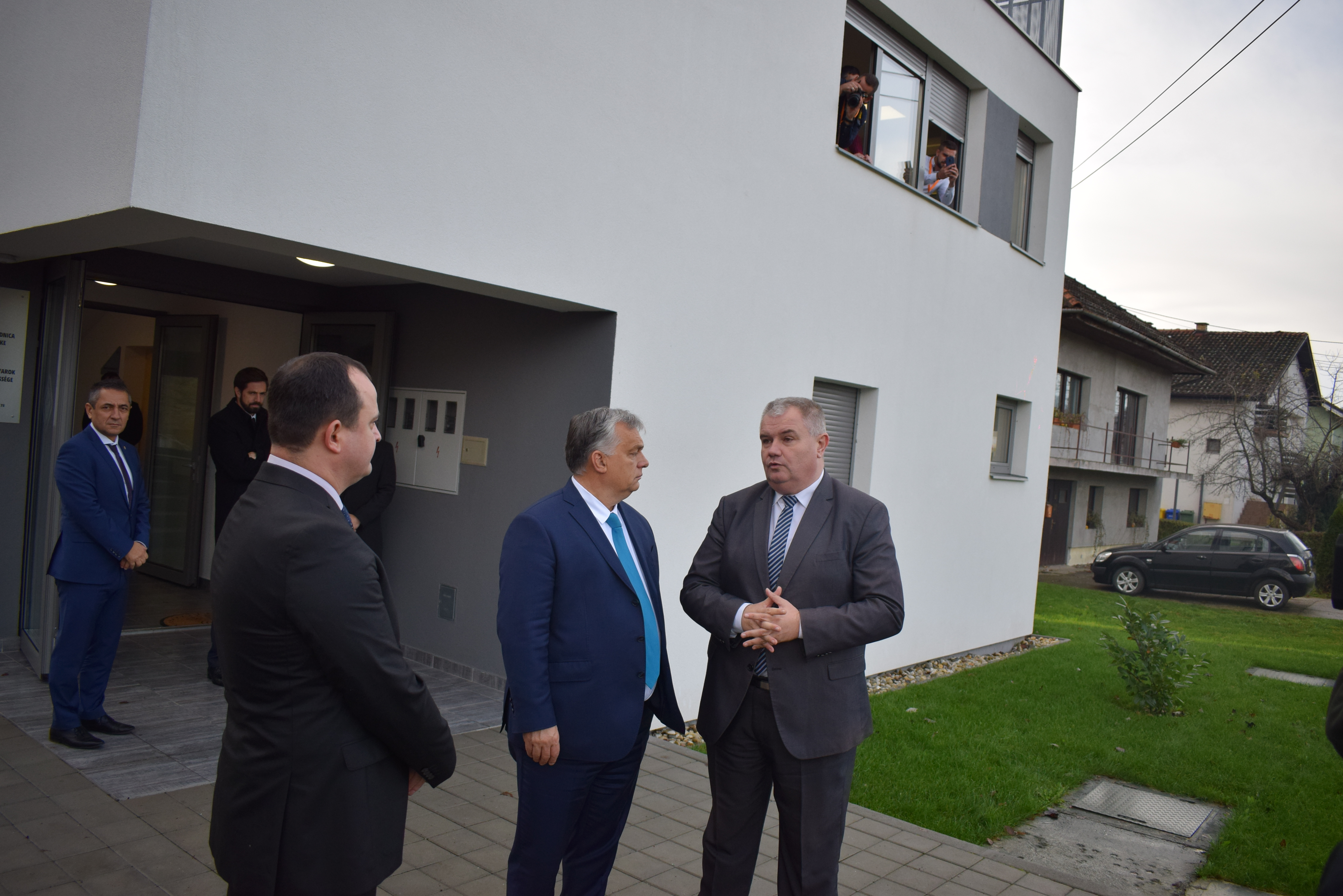
Orbán Viktor látogatása a HMDK-ban

## Politikai tevékenysége
Jankovics Róbert korábban mint a HMDK országos titkára, majd ügyvezető elnöke és önkormányzati képviselő. Alapító tagja a Pélmonostor Magyar Kultúregyesületnek, a HMDK pélmonostori szervezetének, ez utóbbinak korában alelnöke, második mandátumban pedig elnöke. Több éven keresztül a magyarigazolvány-iroda vezetője. 2003-tól a HMDK országos szervezetének titkára, 2010-2017 közt a szervezet ügyvezető elnöke volt, 2017-ben elnökévé választották.
A 2016. szeptember 11-én megrendezett horvát parlamenti választáson 53,02%-ot kapva megválasztották a horvátországi magyarság parlamenti képviselőjévé. Ellenfele, Juhász Sándor 46,98%-os eredményt ért el.
A 2020 július 5-én megrendezett parlamenti választásokon egyetlen jelöltként indult a magyar nemzetiségi képviselői helyért, így tovább folytathatja tevékenységét.

## Külső hivatkozások
Adatlap a Sabor honlapján (angolul)